# Chilei tangara
A chilei tangara (Tangara chilensis)  a madarak osztályának verébalakúak (Passeriformes) rendjébe és a tangarafélék (Thraupidae) családjába tartozó  faj.

## Rendszerezése
A fajt Nicholas Aylward Vigors ír zoológus írta le 1832-ben, az Aglaïa  nembe Aglaïa Chilensis néven.

## Alfajai
- Tangara chilensis caelicolor (P. L. Sclater, 1851)
- Tangara chilensis chilensis (Vigors, 1832)
- Tangara chilensis chlorocorys J. T. Zimmer, 1929
- Tangara chilensis paradisea (Swainson, 1837)[2]

## Előfordulása
Bolívia, Brazília, Kolumbia, Ecuador, Francia Guyana, Guyana, Peru, Suriname és Venezuela területén honos.
Természetes élőhelyei a szubtrópusi és trópusi síkvidéki esőerdők és mocsári erdők, valamint ültetvények. Állandó, nem vonuló faj.

## Megjelenése
Testhossza 12–13 centiméter, testtömege 16–17 gramm.
|  |

## Életmódja
Gyümölcsökkel, bogyókkal és ízeltlábúakkal táplálkozik.

## Természetvédelmi helyzete
Az elterjedési területe rendkívülnagy, egyedszáma viszont csökken, de még nem éri el a kritikus szintet. A Természetvédelmi Világszövetség Vörös listáján nem fenyegetett fajként szerepel.